# كيم هاي كيونغ
كيم هاي كيونغ (12 سبتمبر 1966)، هي عازفة بيانو كورية جنوبية والسيدة الأولى الحالية لكوريا الجنوبية زوجة الرئيس لي جاي ميونغ، الذي تولى منصبه في 4 يونيو 2025.
تخرجت من جامعة سوكميونغ للسيدات وكانت داعمة ثابتة للمسيرة السياسية لزوجها. تزوج الزوجان في مارس 1991.